# Pternistis adspersus
Pternistis adspersus, também conhecido como francolim-de-bico-vermelho, é uma espécie de ave da família Phasianidae . É encontrada na África Austral, incluindo Angola, Botsuana, Namíbia, África do Sul, Zâmbia e Zimbábue.
A espécie apresenta dimorfismo sexual em tamanho. Os machos são maiores, medindo em média 38 centímetros de comprimento e pesam entre 340 a 635 gramas, enquanto as fêmeas medem em média 33 centímetros de comprimento e pesam entre 340 a 539 gramas. Eles possuem detalhes barrados nas penas em partes inferiores e também possuem um anel amarelo visível ao redor de seus olhos.

## Taxonomia
A ave foi descrita em 1838 pelo naturalista inglês George Robert Waterhouse a partir de indivíduos capturados por James Edward Alexander, em sua expedição a Namaqualand e Damaraland. Waterhouse cunhou o nome binomial "Francolinus adspersus" e observou que os espécimes tinham chegado perto do Rio Fish na atual Namíbia. O epíteto específico "adspersus" é latim para "aspersão". A espécie está agora incluída no gênero Pternistis, que foi introduzido pelo naturalista alemão Johann Georg Wagler em 1832. A ave é considerada monotípica: a subespécie proposta, mesicus, não é reconhecida.